# 김민상 (1991년)
김민상(1991년 4월 14일 ~ )은 대한민국의 배우이다. 7살이었던 1997년 모델 콘테스트에 나가면서 연예계에 데뷔하였고, 다양한 작품에 출연하며 아역배우로 활발히 활동하였다. 2001년 아버지를 따라 미국으로 유학을 떠나 8년간 유학생활을 했다가 2008년 드라마 《달콤한 인생》으로 복귀하였다.

## 학력
- 상명초등학교 (졸업)
- Northwood Elementary School
- Sierra Vista Middle School
- Northwood High School
- 서울외국어고등학교 (졸업)
- 한국외국어대학교 영문학과 (학사)

## 연기 활동

### 드라마
- 1997년 SBS 특별기획 《아름다운 그녀》 ... 유선영의 아들, 준이 역
- 1997년 MBC 일일시트콤 《남자 셋 여자 셋》
- 1998년 MBC 농촌드라마 《전원일기》
- 1998년 SBS 주말극장 《사랑해 사랑해》
- 1998년 KBS2 미니시리즈 《킬리만자로의 표범》
- 1998년 SBS 주말극장 《로맨스》
- 1998년 MBC 단막극 《베스트극장 - 공춘택씨의 계약결혼》 ... 어린 춘택의 둘째 아들 역(김주승 아역)
- 1998년 KBS2 주말연속극 《종이학》
- 1999년 MBC 주말연속극 《남의 속도 모르고》
- 1999년 SBS 특집드라마 《아들아 너는 아느냐》 ... 이장수 역
- 2000년 SBS 드라마스페셜 《불꽃》
- 2000년 SBS 미니시리즈 《천사의 분노》
- 2000년 MBC 특별기획드라마 《황금시대》 ... 어린 이재훈 역(박상원 아역)
- 2001년 SBS 드라마스페셜 《아름다운 날들》
- 2010년 SBS 미니시리즈 《커피하우스》 ... 강승철 역

### 영화
- 1999년 《크리스마스에 눈이 내리면》 ... 참나 역
- 2011년 《평양성》 ... 머시기 역
- 2011년 《Mr. 아이돌》 ... 이유없는반항 기타 역

### MV
- 1999년 S.E.S. 너를 사랑해

## 수상
- 1999년 SBS 연기대상 아역 탤런트상

## 참조
1. ↑  '평양성' 김민상 "사투리 배우러 어학연수 떠났죠".2011년 2월 6일.스타뉴스.